# Scînteia
Scînteia (en castellano: "La chispa"), originalmente Scânteia hasta el cambio de ortografía rumana en 1953, fue el nombre de dos periódicos editados por grupos comunistas en diferentes periodos de la historia de Rumania, principalmente conocido fue por ser el órgano oficial del Partido Comunista Rumano. El diario fue fundado el 15 de agosto de 1931 y su último número fue impreso el 21 de diciembre de 1989 tras la Revolución rumana del mismo año. El título es un préstamo del ruso Iskra. 

## Directores
- Miron Constantinescu (1944-1947)
- Sorin Toma (1947-1960)
- Theodor Marinescu (1960-1965)
- Dumitru Popescu (1965-1968)
- Alexandru Ionescu (1968-1978)
- Constantin Mitea (1978-1981)
- Ion Cumpănaşu (1981-1984)
- Ion Mitran (1985-1989)